# Орикс
О́рикс, или сернобы́к (лат. Oryx gazella) — вид саблерогих антилоп, обитающий в Южной Африке. 
Название сернобык может относиться также к другим видам ориксов.

## Внешние признаки
С высотой в холке 1,2 метра обыкновенный орикс является самым крупным представителем рода ориксов, называющихся также сернобыками. У обоих полов толстая шея, длинные и острые рога, достигающие порой 1,5 метра, а также хвост, напоминающий лошадиный. Детёныши, как и у других ориксов, рождаются уже рогатыми. За исключением нижней стороны тела, их окраска коричневато-бежевая, с заметными чёрными полосами по бокам и на верхних частях конечностей. Характерной чертой этого вида ориксов является чёрно-белая морда, похожая на маску.

## Распространение
Сернобыки обычно обитают в засушливых регионах (пустынях и полупустынях), но встречаются и в саваннах. Их ареал тянется от  Намибии до ЮАР. Теоретически, они распространены более широко, чем аравийский и саблерогий ориксы, и исчезновение им не угрожает.

## Поведение
Обыкновенные ориксы предпочитают есть травы, но умеют выкапывать и корни, а также питаются дикими фруктами. Хотя они иногда пьют воду, они могут обходиться без водоёмов, так как покрывают свой запас воды из пищи.
Самки живут в группах, насчитывающих до сорока животных. Самцы живут поодиночке и защищают свой участок и всех самок, находящихся на нём, от соперников. Бои между двумя самцами следуют определённым ритуальным движениям и не переходят в неконтролируемую конфронтацию, так как при ней они могли бы нанести друг другу серьёзные увечья.

## Другие виды
Восточноафриканский орикс, или светлоногая бейза, иногда рассматривается как отдельный вид Oryx beisa, но чаще его считают подвидом сернобыка. Он распространён от Эфиопии до северной Кении. Ещё один подвид, южноафриканский орикс (Oryx gazella callotis), встречается в южной Кении и в Танзании. От бейзы он отличается более широкими чёрными горизонтальными полосами на боках (у первого подвида они узкие). Белый (аравийский, арабский) орикс (Oryx leucoryx Pall.) распространен в пустынях Аравии.

## Обыкновенный орикс и человек
Сернобык является олицетворением выносливости и непритязательности. Поэтому он изображён на гербе Намибии.В заповедниках Южной Африки эти ориксы и сегодня существуют в больших количествах. Испокон веков на них охотились местные жители и использовали их шкуры для одежды, а также рога как острия копий. Сегодня в Африке обитают в целом триста тысяч ориксов. Небольшая интродуцированная человеком полудикая популяция живёт в южной части американского штата Нью-Мексико.